# Arthur Miller
Arthur Miller (17. října 1915 New York – 10. února 2005 Roxbury, Connecticut) byl americký dramatik a esejista. Vystudoval Michiganskou univerzitu. V letech 1956–1961 byl manželem Marilyn Monroe.
V roce 1962 se oženil potřetí. Jeho manželkou a celoživotní partnerkou se stala Inge Morathová – původem Rakušanka, významná fotografka, členka fotografické agentury Magnum Photos, představitelka humanistické fotografie (viz Henri Cartier-Bresson).

## Život
Patřil mezi autory, kteří se programově snažili rozbít představy o Americe jako o ráji. Byl členem Komunistické strany USA, v padesátých letech se stal terčem Výboru pro neamerickou činnost. Odmítl prozradit jména svých přátel, kteří také sympatizovali s komunismem. Později se angažoval ve prospěch uvězněných spisovatelů v nesvobodných zemích, byl také předsedou Mezinárodního PEN klubu. Je nositelem Pulitzerovy ceny z r. 1949.

## Dílo
Jeho společenskokritické hry byly zpočátku psány klasickou formou, byl ovlivněn H. Ibsenem. V pozdějších hrách spojil realismus a symbolismus do expresívní formy.

### Divadelní hry
- Ohnisko nenávisti 1945
- Všichni moji synové 1947, drama spojující společenskou kritiku s morálním hodnocením
- Smrt obchodního cestujícího 1949, (získal za ni Pulitzerovu cenu). Hlavním hrdinou je Willy Loman, člověk, který naplnil americké sny mít (ve smyslu vydělat) peníze a úspěch. Dílo se odehrává v okamžiku, kdy ho opouštějí síly, tím se stává nevýkonným a firma ho propouští. Nakonec spáchá sebevraždu (autonehoda), aby vyplacením pojistky umožnil svým dědicům úspěšný start. Hra je kritikou americké (západní) společnosti. Roku 1985 byl dle hry natočen režisérem Volkerem Schlöndorffem televizní film s Dustinem Hoffmanem v hlavní roli.
- Zkouška ohněm 1953, (česky i pod názvem Čarodějky ze Salemu nebo Hrdelní pře). Tématem této hry je salemský proces proti čarodějnicím (konec 17. stol.). Hra se však dotýkala dění v USA, kde probíhalo vyšetřování Výboru pro neamerickou činnost, Miller byl také odsouzen za pohrdání soudem.
- Pohled z mostu 1955
- Vzpomínka na dva pondělky 1955
- Mustangové 1961, dílo bylo použito jako filmový scénář (hlavní role Marilyn Monroe) – stejnojmenný snímek Mustangové, autor tvrdí, že nejde ani o scénář ani hru, ani román. Tvrdí, že pouze radí kameře, hercům atd. co mají dělat. Toto dílo potvrzuje spjatost literatury a filmu. Miller se zde zabývá tématem odchytu divokých koní, kteří jsou pak prodáváni řezníkům a dělají se z nich konzervy pro psy. Autor se ani tak nezabývá koňmi, ale lidmi živící se tímto řemeslem. Český překlad této povídky vyšel pod názvem Ztracenci.
- Po pádu 1964 – tato hra obsahuje autobiografické prvky, hrdina se zde snaží překonat životní krizi.
- Incident ve Vichy 1964
- Cena 1968
- Strop v arcibiskupském paláci 1977 (odehrává se v komunistickém Československu v domě spisovatele Jiřího Muchy)
- Americké hodiny 1980